# Стеліт
Стелі́т (англ. Stellite® — фірмова назва, від лат. stella — зірка) — загальна назва високовуглецевих ливарних твердих сплавів на основі кобальту (Со), чи нікелю (Ni), чи заліза (Fe), що відзначаються підвищеною твердістю 370…475 HV (оскільки містять багато карбідів), високим опором зношуванню, корозії а також здатністю працювати при високих темепературах (до 950 °C). Сплав було створено Елвудом Гейнсом (англ. Elwood Haynes) у 1907 році.

## Хімічний склад сплаву
Хімічний склад (мас. %) сплавів ПР-В3К ПР-В3К-Р та ПР-С27  за ГОСТ 21449-75 (матеріал поставляється у вигляді прутків діаметром 4, 5, 6 та 8 мм і довжиною 300; 350; 400; 450 та 500 мм) для наплавки та інших видів стелітів.
| Марка          | Co (основа) | Cr        | W        | Fe           | C        | Si      | Mn      | Ni      | Mo        | Sb       | S    | P    |
| ПР-С27         | —           | 25,0…28,0 | 0,2…0,4  | ~64 (основа) | 3,3…4,5  | 1,0…2,0 | 1,0…1,5 | 1,5…2,0 | 0,08…0,12 | —        | 0,07 | 0,06 |
| ПР-В3К         | ~ 59        | 28,0…32,0 | 4,0…5,0  | 2,0          | 1,0…1,3  | 2,0…2,7 | —       | 0,5…2,0 | —         | —        | 0,07 | 0,03 |
| ПР-В3К-Р       | ~ 58        | 28,0…32,0 | 7,0…11,0 | 3,0          | 1,6…2,0  | 1,2…1,5 | 0,3…0,6 | 0,1…2,0 | —         | 0,02…0,1 | 0,07 | 0,03 |
| ВК2            | 47…53       | 27…33     | 13…17    | 2,0          | 1,8…2,5  | 1…2     | 1,0…1,5 | 2…3     |           |          |      |      |
| ВК3            | 58…62       | 28…32     | 4…5      | 2,0          | 1,0…1,5  | 2,5…2,8 |         | 2…3     |           |          |      |      |
| КВ5Х30         | 58…62       | 28…32     | 4,5-5    | 2…4          | 1,0…1,5  | 1…2     |         | 1…2     |           |          |      |      |
| Stellite 1     | ~ 48        | 33,0      | 13,0     | < 2,5        | 2,45     | 1,0     | 1,0     | < 2,5   |           |          |      |      |
| Stellite 3     | ~ 48        | 30,0      | 13,0     | < 3,0        | 2,45     | 1,0     | 1,0     | < 2,5   |           |          |      |      |
| Stellite 4     | ~ 48        | 30,0      | 14,0     | < 3,0        | 1,0      | 1,0     | 1,08    | < 2,0   |           |          |      |      |
| Stellite 6     | ~ 58        | 28,0      | 4,5      | < 3,0        | 1,2      | 1,1     | 1,0     | < 3,0   |           |          |      |      |
| Stellite 12    | ~ 53        | 29,5      | 8,5      | < 2,5        | 1,4…1,85 | 1,5     | 1,0     | < 3,0   |           |          |      |      |
| Stellite 21    | ~ 59        | 27,0      | —        | < 3,0        | 0,25     | 1,5     | 1,0     | 2,5     | 5,5       |          |      |      |
| SP1040         | ~ 48        | 31,5      | 17,0     | < 1,0        | 2,0      | 1,0     |         |         |           |          |      |      |
| SP1126         | ~ 53        | 24,5      | 13,5     | < 3,0        | 1,8      | < 1,6   |         | 1,5     | 1,0       |          |      |      |
| Tribaloy T-400 | ~ 57        | 8,5       | —        | < 1,5        | < 0,08   | 2,6     |         | < 1,5   | 29,0      |          |      |      |

## Використання
Тверді сплави ПР-В3К і ПР-В3К-Р дозволяють отримувати щільні і бездефектні наплавлення на лезах різальних інструментів. Твердість наплавленого шару становить для ПР-В3К — HRC 40; ПР-В3К-Р — HRC 45,9. Вони мають коефіцієнт лінійного розширення близький до сталей 9ХФ та 9ХФМ, і тому після наплавлення на лезах не виникають внутрішні напруження. Крім того, стеліти ПР-В3К-Р і ПР-В3К добре заточуються, мають високу зносостійкість в умовах впливу високих температур, механічних навантажень та хімічного середовища. Гранична температура нагрівання наплавлення із стеліту ПР-В3К-Р — 800 °C, а ПР-В3К — 750 °C.
Стеліт або наплавляється на робочу поверхню деталей (сідла клапанів, лопатки газових турбін, зуби дискових та стрічкових пилок тощо), або застосовується у вигляді готових виливків, які перед використанням як інструменту піддаються шліфуванню. Є велика група стелітоподібних твердих сплавів, в яких кобальт замінений нікелем.
Сплав ПР-С27 на основі заліза використовується як наплавний матеріал для підвищення зносостійкості поверхонь деталей машин та інструментів, що працюють без змащення в умовах абразивного зносу, в тому числі при підвищених температурах. Сормайт значно дешевший від твердих сплавів на кобальтовій і нікелевій основі, але трохи поступається їм за експлуатаційними властивостями, головним чином при підвищених температурах. Виготовляється у вигляді прутків і порошків.